# Sismos de Cotabato de 2019
Os sismos de Cotabato de 2019, foram sismos que ocorreram na província de Cotabato, na ilha de Mindanau, nas Filipinas, em outubro de 2019. A província foi atingida por uma sequência de eventos sísmicos, três dos quais estavam acima de 6,0 na escala de magnitude com intensidade VIII. O primeiro ocorreu em 16 de outubro, um sismo de magnitude 6,3 Mw, com um epicentro perto de Tulunan. Pelo menos 7 pessoas foram mortas e outras 215 ficaram feridas. O segundo sismo ocorreu em 29 de outubro, um evento de magnitude 6,6 com um epicentro perto de Bual, a nordeste do evento de 16 de outubro. O terceiro sismo ocorreu em 31 de outubro, com uma magnitude de 6,5 e com um epicentro perto de Tulunan. Não é considerado um a réplica do evento de 29 de outubro. Nos sismos de 29 e 31 de outubro, cerca de 21 pessoas morreram e mais 432 ficaram feridas.
O embaixador dos Estados Unidos nas Filipinas e a delegação da União Europeia nas Filipinas, ofereceram suas condolências ao povo filipino. O ministro das Relações Exteriores da China, Wang Yi, também enviou sua mensagem de simpatia ao secretário de Relações Exteriores das Filipinas, Teodoro Locsin Jr. O governo chinês doou 22 milhões de pesos para apoiar os esforços de socorro em Mindanau.